# Collegio elettorale di Suzzara (Senato della Repubblica)
Il collegio di Suzzara fu un collegio elettorale uninominale della Repubblica Italiana per l'elezione del Senato della Repubblica. Apparteneva alla Circoscrizione Lombardia e fu utilizzato per eleggere un senatore nella XII, XIII e XIV legislatura.
Venne istituito nel 1993 con la cosiddetta Legge Mattarella (Legge n. 276, Norme per l'elezione del Senato della Repubblica), attuata in seguito al referendum abrogativo del 1993. La legge istituì per la Camera dei deputati e per il Senato della Repubblica un sistema di elezione misto, in parte maggioritario e in parte proporzionale. Il 75% dei parlamentari dell'assemblea veniva eletto in collegi uninominali tramite sistema maggioritario a turno unico; il restante 25% al Senato veniva eletto tramite recupero proporzionale dei più votati non eletti attraverso un meccanismo di calcolo denominato "scorporo", cioè sottraendo dal conteggio dei voti totali di una lista nella parte proporzionale i voti ottenuti dai candidati collegati alla medesima lista che erano eletti nei collegi uninominali con il sistema maggioritario.
Il collegio venne abolito insieme a tutti gli altri che costituivano il Senato con la promulgazione della legge elettorale successiva, la cosiddetta Legge Calderoli. Questa prevedeva un sistema proporzionale con premio di maggioranza, che al Senato veniva attribuito a livello regionale.

## Territorio
Il collegio di Suzzara era uno dei 35 collegi uninominali in cui era suddivisa la Lombardia e, come previsto dal D.Lgs. del 20 dicembre 1993 n. 535, era compreso nelle province di Brescia e di Cremona e comprendeva i seguenti comuni: Alfianello, Bonemerse, Ca' d'Andrea, Calvatone, Cappella de' Picenardi, Casalmaggiore, Casteldidone, Cella Dati, Cicognolo, Cingia de' Botti, Corte de' Cortesi con Cignone, Corte de' Frati, Derovere, Drizzona, Fiesse, Gabbioneta-Binanuova, Gadesco-Pieve Delmona, Gambara, Gerre de' Caprioli, Grontardo, Gussola, Isola Dovarese, Malagnino, Martignana di Po, Milzano, Motta Baluffi, Olmeneta, Ostiano, Persico Dosimo, Pescarolo ed Uniti, Pessina Cremonese, Piadena, Pieve d'Olmi, Pieve San Giacomo, Pontevico, Pozzaglio ed Uniti, Pralboino, Quinzano d'Oglio, Remedello, Rivarolo del Re ed Uniti, Robecco d'Oglio, San Daniele Po, San Giovanni in Croce, San Martino del Lago, Scandolara Ravara, Scandolara Ripa d'Oglio, Seniga, Solarolo Rainerio, Sospiro, Spineda, Stagno Lombardo, Tornata, Torre de' Picenardi, Torricella del Pizzo, Verolavecchia, Vescovato, Volongo e Voltido.

## Eletti
| Elezione | Elezione | Senatore             | Partito                 |
| -------- | -------- | -------------------- | ----------------------- |
|          | 1994     | Giovanni Robusti     | Polo delle Libertà (LN) |
|          | 1996     | Piergiorgio Bergonzi | Progressisti (PRC)      |
|          | 2001     | Franco Danieli       | L'Ulivo (I Dem)         |

## Dati elettorali

### XII legislatura
|                               | Giovanni Robusti ✔️ Eletto     | Polo delle Libertà           | 52 512  | 34,53 |  |  |  |  |  |
|                               | Piergiorgio Bergonzi ✔️ Eletto | Alleanza dei Progressisti    | 48 161  | 31,67 |  |  |  |  |  |
|                               | Walter Montini                 | Patto per l'Italia           | 23 909  | 15,72 |  |  |  |  |  |
|                               | Maria Ferrari                  | Alleanza Nazionale           | 9 404   | 6,18  |  |  |  |  |  |
|                               | Lodovico Compagnoni            | Lega Alpina Lumbarda         | 6 286   | 4,13  |  |  |  |  |  |
|                               | Guido Manzotti                 | Partito Pensionati           | 4 575   | 3,01  |  |  |  |  |  |
|                               | Roberto Tonelli                | Lista Pannella-Riformatori   | 4 284   | 2,82  |  |  |  |  |  |
|                               | Maria Luisa Lezziero           | Lega di Angela Bossi         | 1 869   | 1,23  |  |  |  |  |  |
|                               | Vito Magnanini                 | Partito della Legge Naturale | 1 088   | 0,72  |  |  |  |  |  |
| Totale                        | Totale                         | Totale                       | 152 088 | 100   |  |  |  |  |  |
|                               |                                |                              |         |       |  |  |  |  |  |
| Voti non validi               | Voti non validi                | Voti non validi              | 11 240  | 6,88  |  |  |  |  |  |
| Votanti                       | Votanti                        | Votanti                      | 163 328 | 99,59 |  |  |  |  |  |
| Elettori                      | Elettori                       | Elettori                     | 164 000 |       |  |  |  |  |  |
|                               |                                |                              |         |       |  |  |  |  |  |
| Data: 27-28 marzo 1994        |                                |                              |         |       |  |  |  |  |  |
| Fonte: Ministero dell'interno |                                |                              |         |       |  |  |  |  |  |

### XIII legislatura
|                               | Piergiorgio Bergonzi ✔️ Eletto | Progressisti                             | 50 235  | 34,25 |  |  |  |  |  |
|                               | Franco Marenghi                | Polo per le Libertà                      | 44 770  | 30,53 |  |  |  |  |  |
|                               | Italico Maffini                | Lega Nord                                | 36 199  | 24,68 |  |  |  |  |  |
|                               | Giorgio Steccanella            | Lega per l'Autonomia - Alleanza Lombarda | 3 690   | 2,52  |  |  |  |  |  |
|                               | Giacinto Marchese              | Socialista                               | 3 472   | 2,37  |  |  |  |  |  |
|                               | Gabriella Viola                | Federazione Liste Civiche                | 2 944   | 2,01  |  |  |  |  |  |
|                               | Romana Avoni                   | Movimento Sociale Fiamma Tricolore       | 2 723   | 1,86  |  |  |  |  |  |
|                               | Secondo Mirco Maffini          | Lista Pannella-Sgarbi                    | 2 631   | 1,79  |  |  |  |  |  |
| Totale                        | Totale                         | Totale                                   | 146 664 | 100   |  |  |  |  |  |
|                               |                                |                                          |         |       |  |  |  |  |  |
| Voti non validi               | Voti non validi                | Voti non validi                          | 14 610  | 9,06  |  |  |  |  |  |
| Votanti                       | Votanti                        | Votanti                                  | 161 274 | 89,79 |  |  |  |  |  |
| Elettori                      | Elettori                       | Elettori                                 | 179 621 |       |  |  |  |  |  |
|                               |                                |                                          |         |       |  |  |  |  |  |
| Data: 21 aprile 1996          |                                |                                          |         |       |  |  |  |  |  |
| Fonte: Ministero dell'interno |                                |                                          |         |       |  |  |  |  |  |

### XIV legislatura
|                               | Franco Danieli ✔️ Eletto | L'Ulivo                                  | 58 219  | 38,60 |  |  |  |  |  |
|                               | Massimo Pini             | Casa delle Libertà                       | 56 525  | 37,48 |  |  |  |  |  |
|                               | Fulvio Grimaldi          | Partito della Rifondazione Comunista     | 9 929   | 6,58  |  |  |  |  |  |
|                               | Giorgio Steccanella      | Lega per l'Autonomia - Alleanza Lombarda | 7 525   | 4,99  |  |  |  |  |  |
|                               | Massimo Araldi           | Democrazia Europea                       | 5 914   | 3,92  |  |  |  |  |  |
|                               | Giovanni Robusti         | Lista Di Pietro                          | 4 505   | 2,99  |  |  |  |  |  |
|                               | Nestore Parati           | Partito Pensionati                       | 2 646   | 1,75  |  |  |  |  |  |
|                               | Giorgio Giovanzana       | Lista Pannella-Bonino                    | 2 420   | 1,60  |  |  |  |  |  |
|                               | Massimo Confalonieri     | Fiamma Tricolore                         | 2 291   | 1,52  |  |  |  |  |  |
|                               | Alberto Paina            | Forza Nuova                              | 403     | 0,27  |  |  |  |  |  |
|                               | Faustino Loda            | Partito Liberal Popolare                 | 252     | 0,17  |  |  |  |  |  |
|                               | Domenico Checchi         | I Liberaldemocratici - Basta!            | 198     | 0,13  |  |  |  |  |  |
| Totale                        | Totale                   | Totale                                   | 150 827 | 100   |  |  |  |  |  |
|                               |                          |                                          |         |       |  |  |  |  |  |
| Voti non validi               | Voti non validi          | Voti non validi                          | 10 097  | 6,27  |  |  |  |  |  |
| Votanti                       | Votanti                  | Votanti                                  | 160 924 | 86,98 |  |  |  |  |  |
| Elettori                      | Elettori                 | Elettori                                 | 185 010 |       |  |  |  |  |  |
|                               |                          |                                          |         |       |  |  |  |  |  |
| Data: 13 maggio 2001          |                          |                                          |         |       |  |  |  |  |  |
| Fonte: Ministero dell'interno |                          |                                          |         |       |  |  |  |  |  |